# Ordre de la Fidélité (Bade)

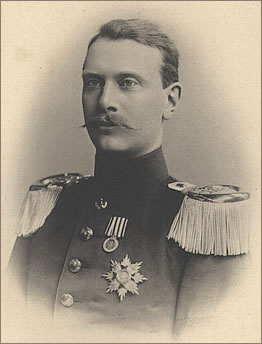
Frédéric II de Bade portant la croix de l'Ordre de la Fidélité.

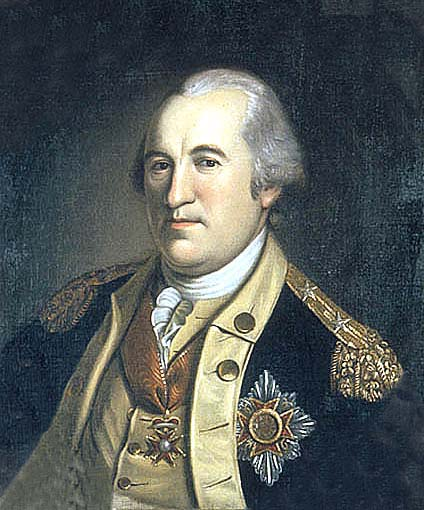
Friedrich Wilhelm von Steuben (1730–1794) portant la croix de l'ordre au cou et la plaque sur la pointine.

Pour les articles homonymes, voir Ordre de la Fidélité.
L'ordre dynastique de la Fidélité (en allemand : Hausorden der Treue) était le plus important des ordres de chevalerie du grand-duché de Bade.

## Historique
L'ordre a été fondé le 17 juin 1715 par Charles III Guillaume, margrave de Bade-Durlach, pour récompenser ceux qui s'étaient distingués au service de leur pays et, dans le même temps, pour commémorer l'achèvement de sa nouvelle capitale : Karlsruhe.
Comme c'était la coutume du temps (le roi de Prusse allait créer un ordre « Pour le Mérite » en 1740), l'ordre fut nommé en français « ordre de la Fidélité », la langue des cours royales et de la diplomatie d'alors. Il fut plus tard rebaptisé « Médaille de la Fidélité ».
Lorsqu'en 1806 tous les territoires de la maison de Bade furent réunis en un grand-duché de Bade, l'ordre fut désigné premier ordre de chevalerie de l'État.
Le 17 janvier 1840, une nouvelle réforme des statuts, renomma l'ordre en « ordre dynastique de la Fidélité ». Par le même document, il était établi que la décoration ne pouvait être accordée que pour les princes de la famille régnante de Bade, à d'autres dirigeants étrangers, et à un nombre limité de personnes qui se sont distinguées d'une manière remarquable.

## Organisation
L'ordre était divisé en trois classes de mérite :
- Chevalier de la grand'croix ;
- Commandeur ;
- « Croix de la Princesse » ;

La « croix de la princesse » fut introduite en 1902, pour commémorer le mariage du prince héritier Frédéric (le futur grand-duc Frédéric II) et de la princesse Hilda de Nassau.

## Insigne et ruban
La décoration de la médaille se composait d'une croix de Malte émaillée en rouge, pommetée et bordé d'or. Les branches de la croix étaient liées par deux lettres "C" (initiale du fondateur) d'or entrelacées. La médaille était suspendue à une couronne grand-ducale d'or, laquelle était attachée au ruban par un anneau d'or.

La ville de Karlsruhe a repris à son compte la devise de l'ordre sur ses armoiries.

Sur le médaillon central, d'or (ou de couleur crème), on trouvait le monogramme du fondateur du même métal (ses initiales, deux "C", entrelacées) soutenu par des montagnes en émail vert. Le monogramme était surmonté de la devise latine (la)« FIDELITAS ».
Au dos de la médaille se trouvait le blason du grand-duché de Bade.
Le ruban de l'ordre était jaune avec une bande argentée sur chaque côté.

## Grands maîtres
1. 1709-1738 : Charles III Guillaume de Bade-Durlach, margrave de Bade-Durlach
1738-1746 : Régence de Charles-Auguste de Bade-Durlach
2. 1738-1811 : Charles Ier Frédéric, margrave de Bade-Durlach, puis grand-duc de Bade ;
3. 1811-1818 : Charles II, grand-duc de Bade ;
4. 1818-1830 : Louis Ier, grand-duc de Bade ;
5. 1830-1852 : Léopold Ier, grand-duc de Bade ;
6. 1852-1856 : Louis II, grand-duc de Bade ;
7. 1856-1907 : Frédéric Ier, grand-duc de Bade ;
8. 1907-1918 : Frédéric II, grand-duc de Bade ;

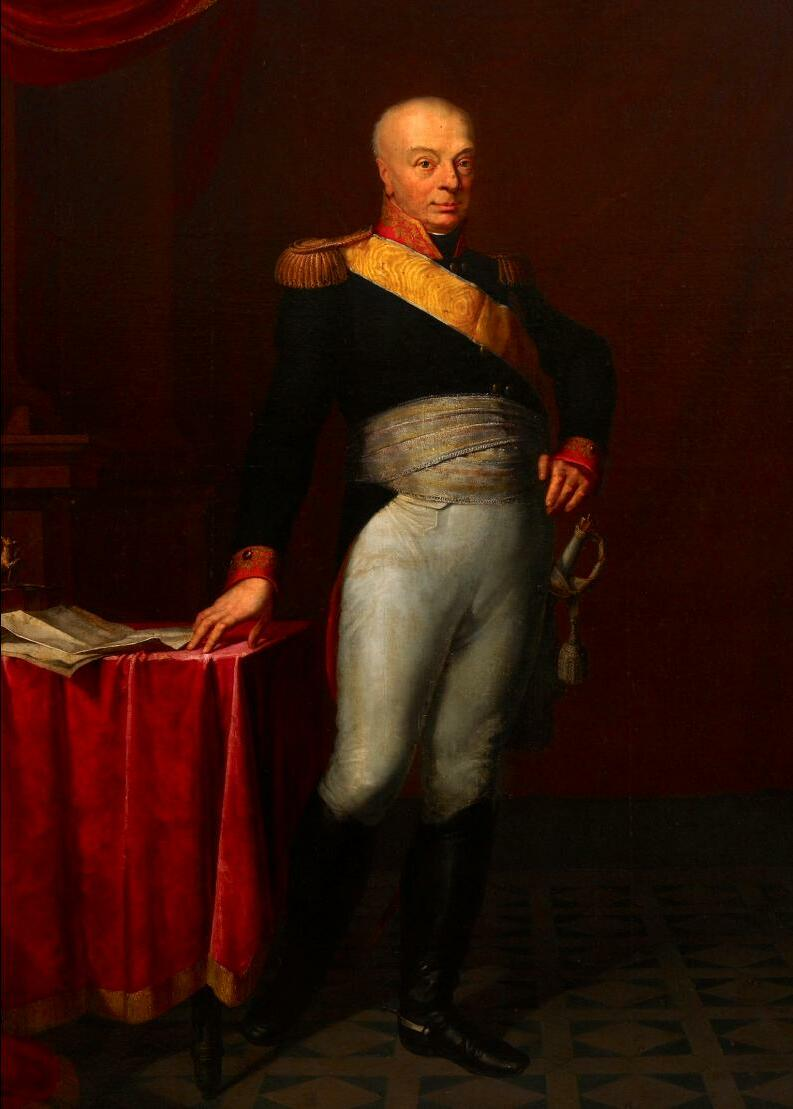
Le grand-duc Charles Ier Frédéric portant l'écharpe de l'ordre.
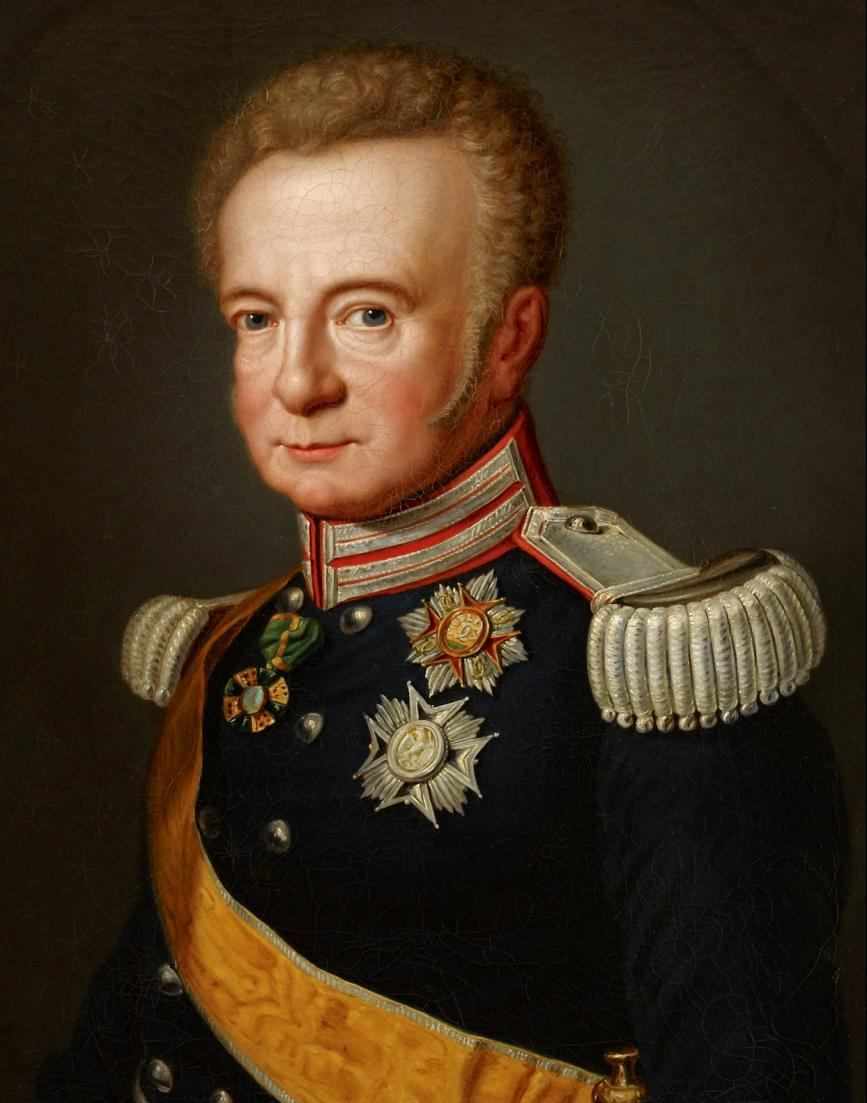
Le grand-duc Louis Ier.
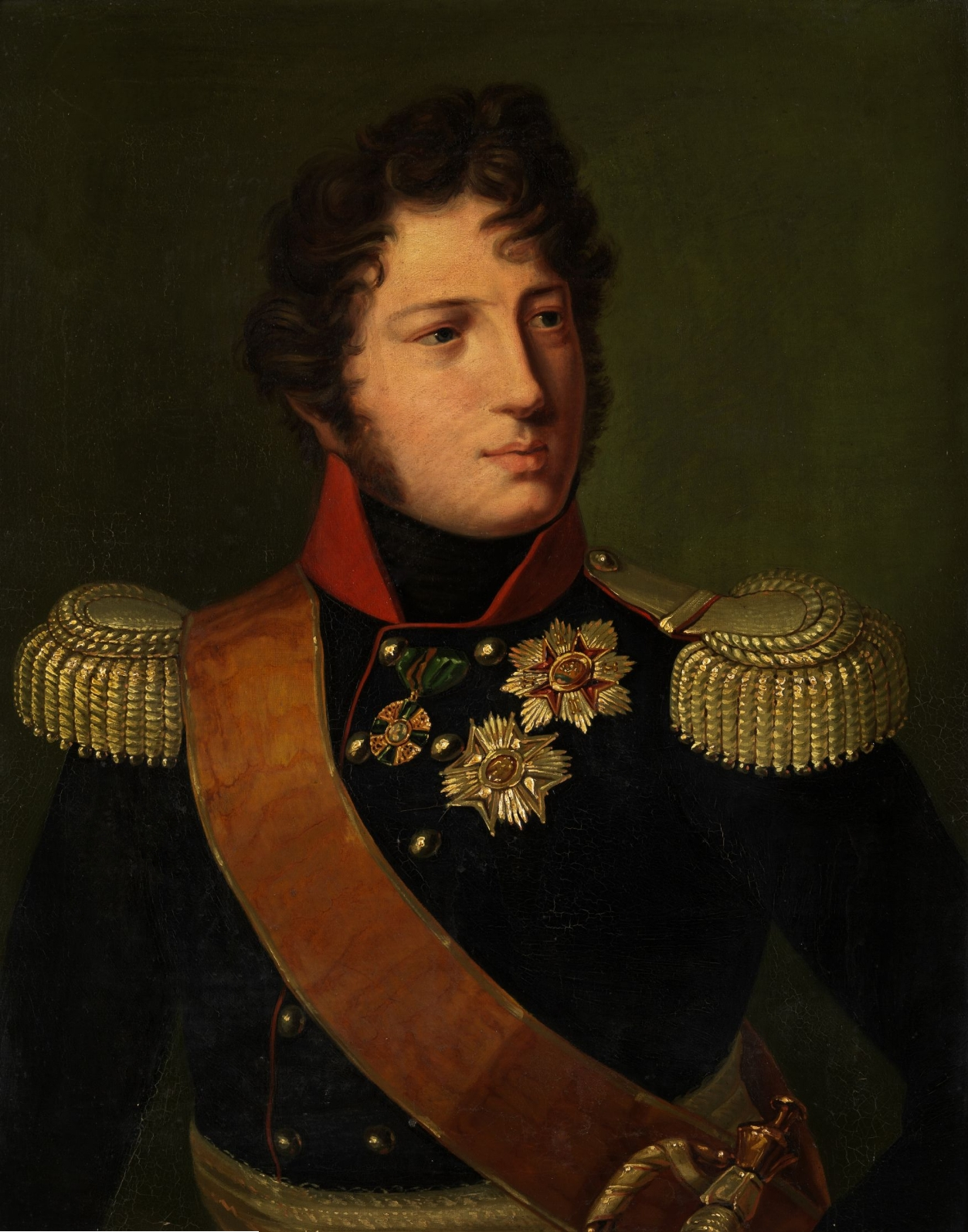
Le grand-duc Léopold Ier.
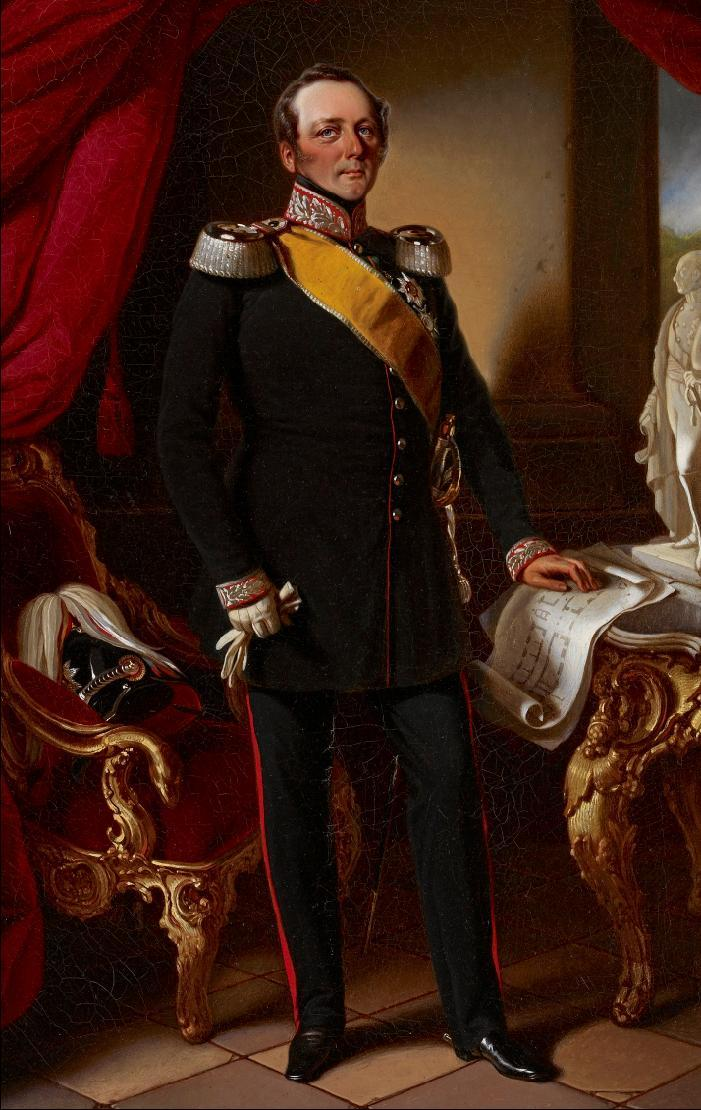
Le même.

## Quelques membres

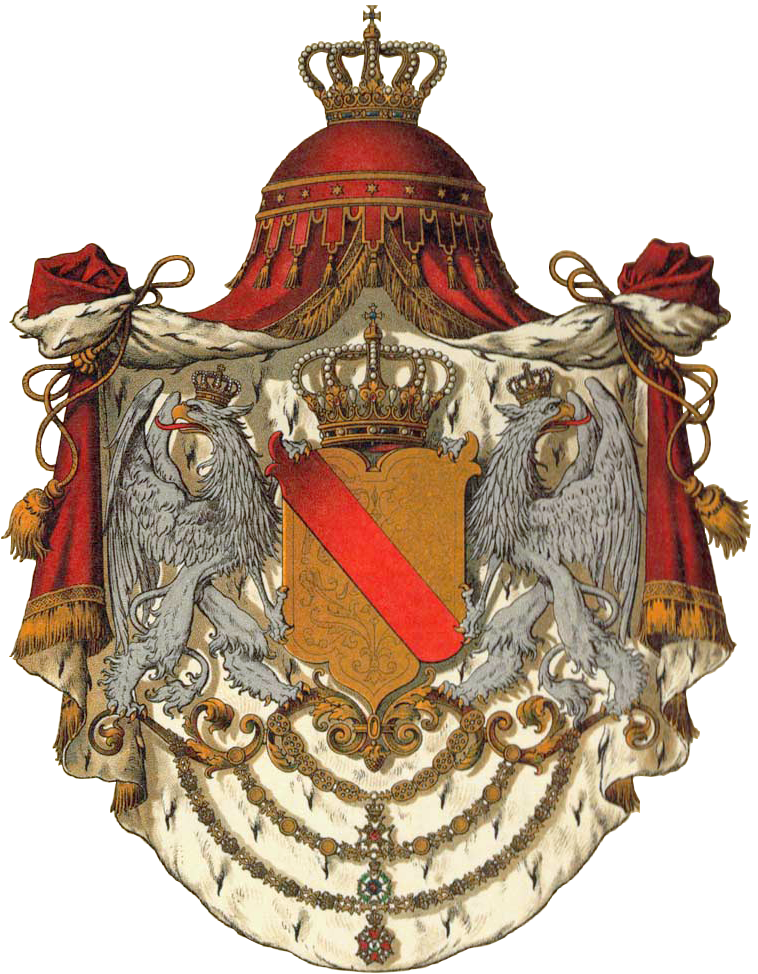
Armoiries du grand-duché de Bade : l'ordre de la Fidélité est représenté tout en bas.

### Chevaliers de lagrand'croix
- Napoléon Ier, empereur des Français ;
- Louis-Alexandre Berthier, prince de Neuchâtel et de Wagram, vice-connétable[réf. à confirmer][1] ;
- Jean-Baptiste Nompère de Champagny, duc de Cadore, ministre français des Relations extérieures ;
- Hugues-Bernard Maret, duc de Bassano, ministre-secrétaire d'État ;
- Henri Jacques Guillaume Clarke, duc de Feltre, ministre français de la Guerre ;
- Henri Gatien, comte Bertrand, général de division, aide de camp de Napoléon Ier en 1805, grand maréchal du Palais à la mort de Duroc;
- Gérard Christophe Michel Duroc, duc de Frioul, grand maréchal du palais ;
- Gabriel Marie Joseph, comte d'Hédouville, sénateur ;
- Anne Jean Marie René Savary, duc de Rovigo, général de division, aide de camp de Napoléon Ier ;
- Claude, comte de Beauharnais, sénateur ;
- Charles, comte Lefebvre-Desnouettes, général de division ;
- Marc Antoine, comte de Beaumont ;
- Jean, comte Rapp, général de division, aide de camp de Napoléon Ier ;
- François Christophe Kellermann, duc de Valmy, maréchal d'Empire, sénateur ;
- André Masséna, prince d'Essling, duc de Rivoli, maréchal d'Empire.
- Emmerich Joseph de Dalberg ;
- Karl Philipp de Schwarzenberg ;
- François-Charles d'Autriche ;
- Nicolas II, empereur de Russie ;
- Léopold de Bavière ;
- Charles Robert de Nesselrode ;
- Karl Ferdinand von Buol-Schauenstein ;
- Friedrich Wilhelm von Steuben ;
- Friedrich Wilhem von Bismarck ;

### Commandeurs
- Jean Nicolas de Monard, général de brigade, inspecteur aux revues ;
- Maximilien-Constantin de Wurmser, ancien maréchal de camp ;
- Jean-Baptiste Cacault, général de brigade ;

### Chevaliers
- Klemens Wenzel von Metternich ;
- Ferdinand Ier d'Autriche ;
- Jean-Baptiste d'Autriche ;
- Helmuth Karl Bernhard von Moltke ;
- Friedrich Wilhelm von Steuben ;
- Léopold Ier, roi des Belges ;
- Napoléon III, empereur des Français, le 17 avril 1856 ;
- Guillaume de Bade ;
- Friedrich Landolin Karl von Blittersdorf ;
- August von Werder ;
- Adalbert de Prusse ;
- Gottlieb von Haeseler ;
- Léopold II de Belgique ;

## Sources
- (it) Cet article est partiellement ou en totalité issu de l’article de Wikipédia en italien intitulé « Ordine della fedeltà » (voir la liste des auteurs).